# ステロイド外用薬離脱

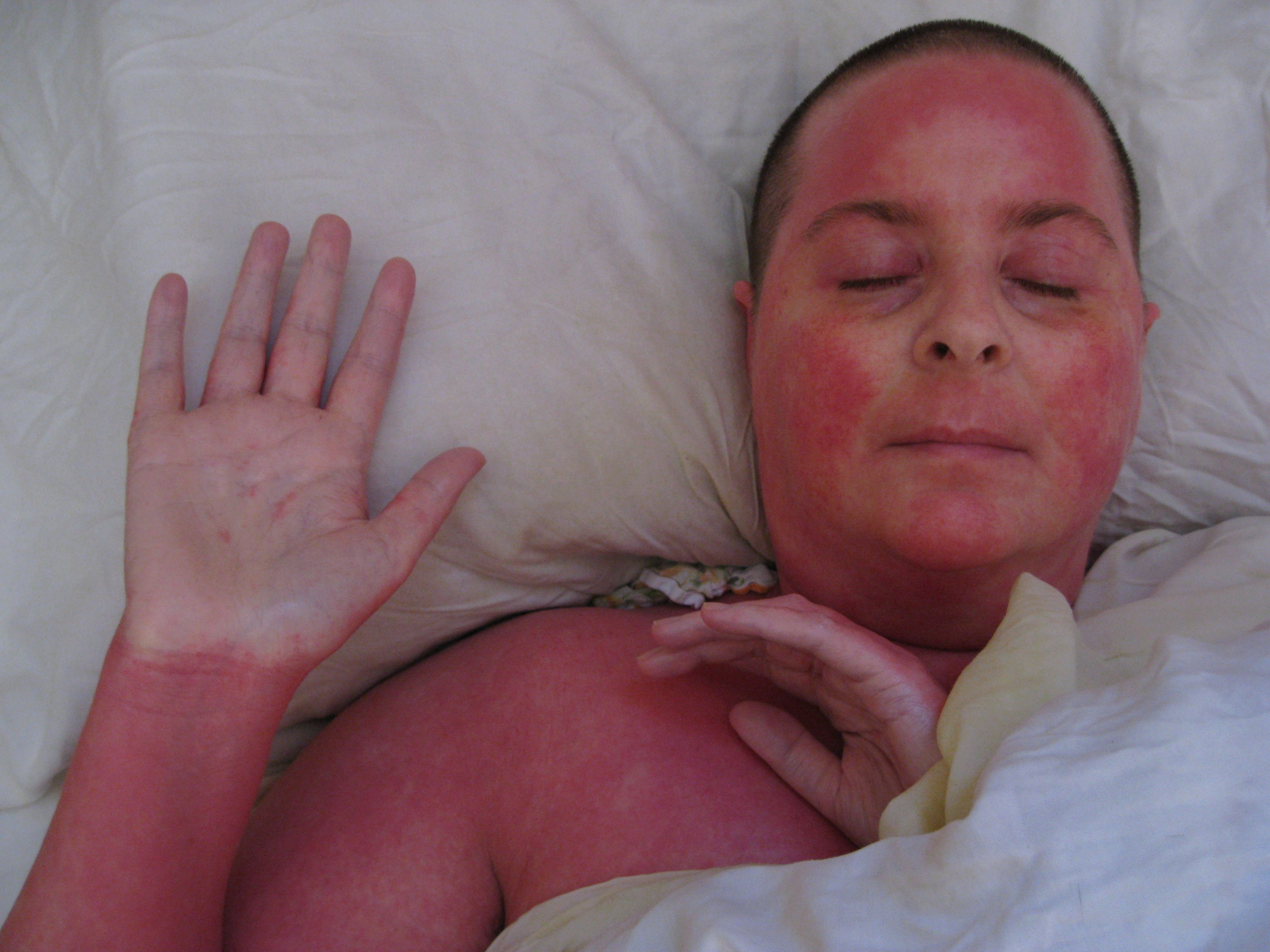
紅斑が広がるが、紅斑は手のひらを境に止まっている。鼻周囲でも止まっている。

ステロイド外用薬離脱(topical corticosteroid withdrawal)、脱ステロイドによるリバウンド症状とは、長期的に頻繁にステロイド外用薬を使用した後、使用を中止する（離脱する）ことで生じる皮膚症状の増悪である。ステロイド依存(steroid addiction)。薬の使用時よりも重症で多様な症状を示す。
中等度から高力価のステロイド外用薬を、頻繁に長期的に、顔や陰部に使用した場合に起こりやすい。アトピー性皮膚炎や接触性皮膚炎を理由とした場合、発症に男女差はない。ステロイド外用薬は、2-4週間以上は使用すべきではなく、医師と患者はこの症状の存在を知っておくべきである。
中止と共に紅斑が全身に徐々に広がる。紅斑性浮腫型と丘疹膿疱性型のサブグループがある。効果的な中止方法は特定されていない。離脱の期間は数か月から数年におよぶ。

## 歴史
医薬品としてのステロイドは1952年に登場した。
ステロイド外用薬離脱の最初の報告は1969年の論文である。addiction（嗜癖）の言葉を使用してのステロイド外用薬離脱の報告は、1973年にオーストラリアの医師バリーによるもので、薬の中止後すぐ再発するため中止できない状況を伝えた。（嗜癖の意味の変化について嗜癖を参照）1979年にクリグマンは離脱によって治療前よりも症状が増悪することを説明した。1991年に江本は身体表面の全体に及ぶ反跳（リバウンド）だとした。1996年に清水らは精神依存はないため身体依存と呼ぶのがふさわしいとした。
日本の国会へこの質問が提出されたのは1997年である。日本の医師でも2000年には、皮膚症状からステロイド中止時におきる症状の分類、定義を試みた医師もいるが、皮疹の写真だけでは断定できないという見解を残している。21世紀に入ってから日本の警察による逮捕者が目立ち始める。日本の法廷でステロイド外用薬離脱が報告されたのは2001年である。2014年には効きすぎる状態からステロイド外用薬離脱に陥った症例が複数の新聞社で報道された。
全米皮膚炎学会（National Eczema Associationの仮訳）は患者からの実態解明の要求が高まったことから、調査委員会を設置した。2015年に、全米皮膚炎学会はステロイド外用薬離脱についてのシステマティックレビューを発表し、1969年の最初の論文以降の合計294論文を発見した。全米皮膚炎学会は、医師と患者はこの症状の存在を知っておくべきで、適応症や長期の使用からの中止について患者は助言される必要があり、医師は過剰な処方を避ける必要があるとした。2010年代では、まだ出版物の副作用の章にステロイド外用薬離脱について記載されていない場合がある。

## 症状

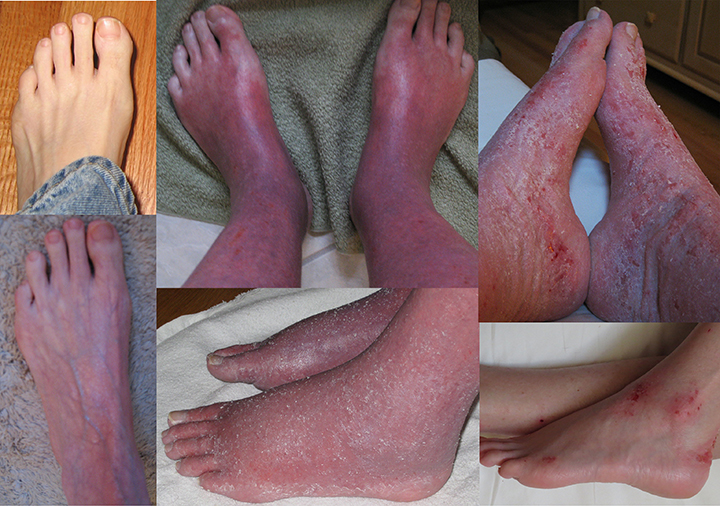
左上:使用前。
左下:薬使用中のステロイド皮膚は、薄くなり血管が浮き出ている。
中上: ステロイド離脱中で紅斑が広がっている。
中下: 続き、乾燥し皮膚が剥がれている。
右上: 続き、出血がある。
右下:離脱から19か月後

症状は薬の中止後数日から数週間で生じる。日本の医師らによれば、反跳性発疹（rebound eruption）であり、残った湿疹から徐々に紅斑（赤い炎症）が広がっていき、典型的な広がり方では顔、腕、体、そして足へと広がっていき、様々であり、時にはたったひとつの指の湿疹が、腕、体、顔、足へと広がっていく。軽傷では赤く、重症ではびらんを生じ、時に39度の発熱を起こし、反跳の急性症状の後、乾燥し皮膚片が剥がれるような状態となりそこから徐々に改善していく。気候変動に影響されたり、絆創膏痕がそっくり残るなど皮膚が過敏になるが、それも1年も経てば治る。蕁麻疹や過剰な発汗は回復の兆しの可能性もある。
全米皮膚炎学会のシステマティックレビューから述べる。18歳以下での報告は少ないが、過少報告なのか実際に少ないのかは不明である。最も特徴的な罹患層は、長期的に頻繁にステロイド外用薬を「顔」（文献の97%）に使用した「女性」（81%）で、およそほとんどが「中等度から高い効力」のステロイド（98.6%）を使った。また多いのは陰部への使用。これはステロイドの誤用がアフリカやインドの女性に多いためだと考えられる。
9割以上で紅斑を呈した。灼熱感、痛み、痒み、顔面のほてりの報告も多い。紅斑性浮腫型、丘疹膿疱性型のサブグループが想定された。
- 紅斑性浮腫型

9割でアトピー性皮膚炎や脂漏性皮膚炎のような基礎となる皮膚疾患があり、皮膚が剥がれ、腫脹や浮腫も起こることがある。
- 丘疹膿疱性型

このグループの人はニキビを目的として使っており、膿疱や丘疹が生じており、灼熱感・刺痛は少ない。（ニキビへの使用は悪化することもあるので推奨されていない）ステロイド使用後の酒さ様皮膚炎はこの型への前駆症状となりうる。
オーストラリア有害薬物反応データベースを調査し、18歳以上の55人がステロイド外用薬離脱に該当し毎日の使用は少数で、アトピー性皮膚炎や接触性皮膚炎を理由とした場合には女性が多いということもなかった。またアトピー性皮膚炎を理由として子供の時期からの使用、成人以降にステロイドを使用した場合のどちらもステロイド外用薬離脱を発症しうる。

## 防止
全米皮膚炎学会は、効力に関わらず2-4週間以上は使用すべきではなく、病変の悪化あるいは変化なしでは中止する必要がある。強いステロイドでは2週間までとし、その後少しずつ漸減して減らしていくとした。2004年には、英国国立医療技術評価機構 NICE はアトピー性皮膚炎に対し、1日2回以上塗布しても追加の効果はないが副作用の頻度が多くなるため、1日1回の使用を指導している。オーストラリアの製品情報では1日1-2回の使用とされる。毎日の使用を避ける。

## 診断
明確な診断基準はない。

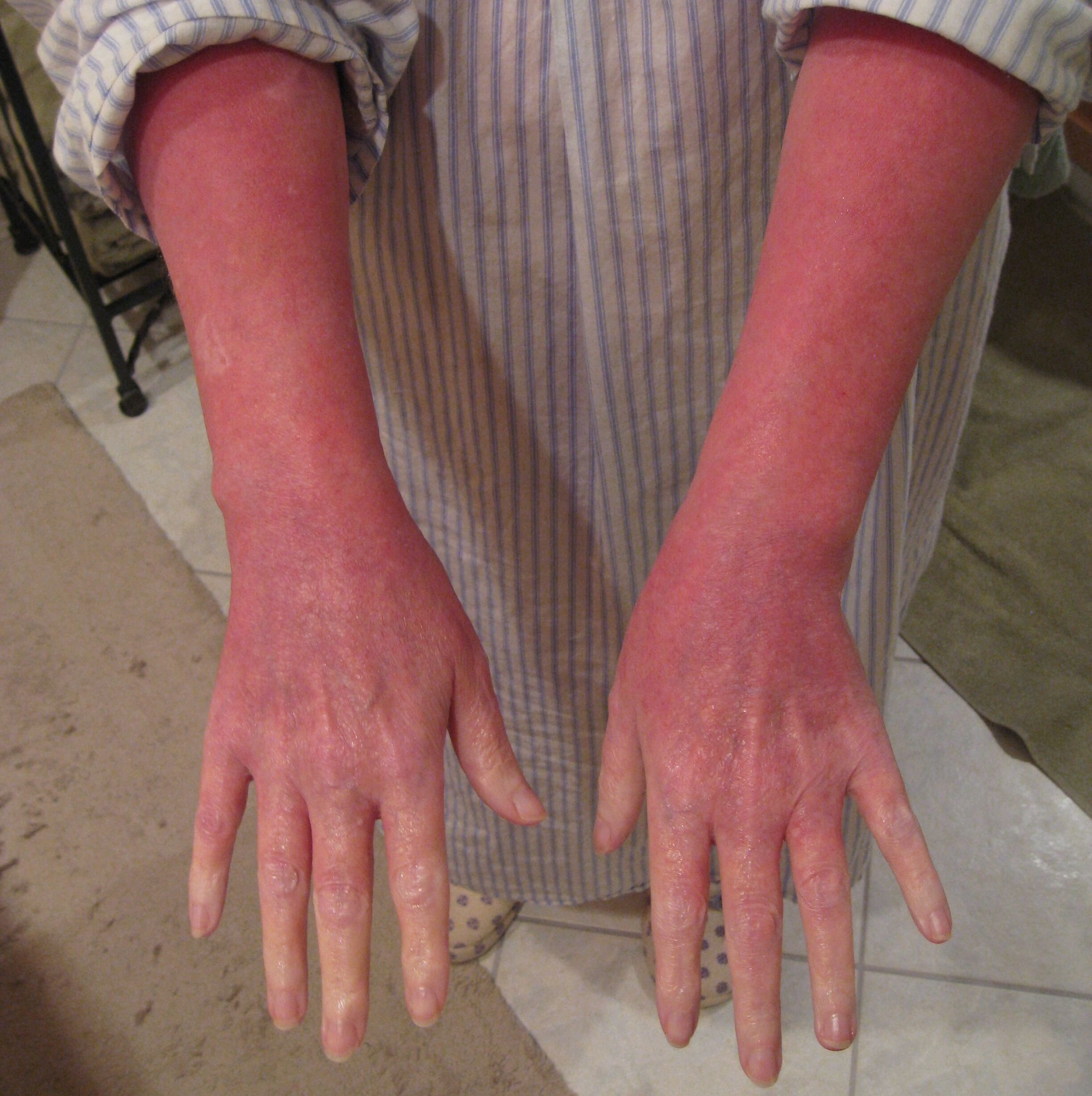
袖のように一定の境を持ち、赤く炎症を起こしている。

オーストラリアの医師Belinda Shearyは、2018年に診断基準案を提案している。必須の診断基準は、1)数か月以上のステロイド外用薬の使用と強いステロイドへの効力の増加、2)痒み、3)紅斑。よく該当する診断基準は、1)アトピー性皮膚炎、2)顔への使用、3)プレドニゾン内服薬（プレドニゾロンとは違う）、4)焼けるような痛み（灼熱痛）5)以前に問題のない化粧品に過敏になる、6)過剰な皮膚の脱落、7)血液の滲出、8)浮腫、特にまぶたや足首、9)象のような皺(シワ)、10)赤みが袖のようになる。これらの兆候はアトピー性皮膚炎との鑑別に役立つ。
日本の医師らは報告している。ステロイド外用薬によって症状がうまく管理できていることもあれば、外用薬を使い始めたよりも効果なく感じ痒みが増していることもあり、また一部では皮膚科医が治療困難なアトピーだとみなす発疹を説明するがこの場合はステロイド離脱症状の兆候となりうる。顔や陰部など酒さ様皮膚炎を起こすことがきっかけとなるが、ほかの部位ではステロイド依存の進行が分かりにくい可能性がある。アトピーの典型的な発症部位は首、肘、膝であり、離脱症状の典型では手の平と足の裏以外に広がり、その境界あたりで炎症が止まっている。重症、手湿疹にステロイドを使っていた場合などはその限りではない。
また「ヘッドライト」の兆候では鼻周囲でも炎症が止まる。

## 管理
2015年の全米皮膚炎学会のレビューでは、完全中止か、漸減のどちらがよいといった効果的な管理方法の存在は特定できなかった。紅斑性浮腫型では抗ヒスタミン薬（かゆみ止め）、冷湿布、心理的支援によって、丘疹膿疱型では抗生物質が使われる傾向にあった。
中止後は、皮膚炎がステロイドによって起きていた場合には健康的な皮膚の状態に戻るが、そうでなければ治療前のアトピー性皮膚炎の状態に戻る。離脱の期間は数か月から数年におよぶことがあり長期となりうる。平均7.5年間使用した日本の研究では、薬中止によって78%が症状の増悪を経験し、およそ半数は半年で離脱直前の症状の状態となった。
ステロイド依存では薬を中止する必要があるが、皮膚科医に知識がない場合もあるので援助が得られない場合もある。薬の使用者が自分で皮膚の異常に気づき、自己中止して予期せぬ重症の離脱症状を起こすことがあり、病院を訪ねると元の皮膚病の悪化と診断して薬の再開を勧めるかもしれない。医師が元の皮膚病の悪化だと診断しなかった場合には、ステロイド外用薬が中止され別の薬に切り替えるステップに進むことがある。ステロイド中止の理由として、症状改善、症状が改善しない、症状悪化のどれも理由となる。

## 呼称
- Topical corticosteroid withdrawal（ステロイド外用薬離脱、全米皮膚炎学会によるシステマティックレビュー、2015年）[4]。
- Topical steroid addiction（ステロイド外用薬依存）としたのは、日本の研究者の2014年の研究で、内服薬もあるので外用薬（局所）を表す Topical の言葉が重要とした[1]。

red burn skin syndrome、red skin syndrome（仮訳:赤い肌症候群）、steroid withdrawal syndrome（ステロイド離脱症候群）、steroid addiction syndrome（ステロイド依存症）、酒さ様皮膚炎（rosacea-like dermatitis）など、様々な呼称が用いられてきた。
タキフィラキシーの言葉が混同して使われることがあるが、ステロイド外用薬離脱のための適切な用語の使用ではない。